# 우크라이나계 투르크메니스탄인
우크라이나계 투르크메니스탄인(우크라이나어:Українці у Туркменії, 투르크멘어:Türkmenistanda ukrainler)은 투르크메니스탄에 거주하는 우크라이나인이다. 인구는 23,064명(1995년)이며 전체의 0.50%를 차지한다.

## 같이 보기
- 슬라브족
- 동슬라브족
- 우크라이나인
- 투르크메니스탄의 인구